# ENRIQUE
ENRIQUE（エンリケ、1964年2月3日 - ）は、日本のベーシスト、作曲家、音楽プロデューサー。BARBEE BOYSのベーシスト。コロンビア出身の日系二世。3歳時に来日。愛称はエンリケ、エンさん、エンちゃんなど。自身がリーダーを務めるBICYCLE、THE KEY PROJECT、グラシャスなど、ライブを中心に活動。かつては浜崎あゆみのサポート・ベーシストとして活動していた。
妻はミュージシャンの寺岡佐和子。

## 略歴
1981年 SOUL KITCHENの一員として都内のライブハウスを拠点に活動。
1984年 1stアルバムのレコーディング中に脱退した安部王子の代わりにBARBEE BOYSに加入。1stシングル『暗闇でDANCE』でメジャー・デビュー。1986年 セイモア・ダンカンのベース1号機完成。
1988年 FM大阪にてラジオ番組「負けるもんか」のパーソナリティをBARBEE BOYSドラマーの小沼俊明と務める。大沢誉志幸のツアーに参加。同年10月、BICYCLEのメンバーである妻・寺岡佐和子と結婚。
1991年 BICYCLEがWEAよりアルバム『GAIA』をリリース。1992年 BARBEE BOYS解散。BICYCLEの活動と平行しながら江口洋介、永井真理子のツアー・メンバーとして活動。
1994年 バックバンド活動を一時休止。同年秋よりBOWWOW等、ハードロック・レーベルにプロデューサーとして参加。
1995年 THE STREET BEATSのツアー、レコーディングに参加。水野松也、工藤義弘(EARTHSHAKER)、バーニーと共にグラシャスを結成。
1999年 BOW WOWにベーシストとして参加。浜崎あゆみのデビューライブに参加、以降ツアーも参加。
2000年 春のツアーをもってTHE STREET BEATSを脱退。
2001年 真剣なお遊びバンド、歌謡曲完全コピーをモットーとするENRIQUE SPECIAL BAND、通称ESB結成。
2003年 エピックレコード25周年イベントにBARBEE BOYSとして大阪城ホール、代々木体育館2daysライブ。
2004年 GRACIAS再始動。自身初のソロアルバム『KEEP ON ROCKIN'』をYOUNG RECORDSよりリリース。
2005年 エン介ブルースバンド、ベミーズ、THE KEY PROJECTと相次いで結成。
2006年 ソロ「THE THIRD QUARTER」リリース・全国ツアーを開催。THE KEY PROJECTの活動を本格化。
2008年 BARBEE BOYSとして、夏の野外フェスライジング・サン・ロックフェスティバル、SOUND MARINAに出演。
2009年 BARBEE BOYSデビュー25周年を記念して全国4ヶ所（福岡、東京（2公演）、名古屋、大阪）のZeppで全国ツアー「Re:BARBEE BOYS」に出演。
2010年 THE KEY PROJECTが2ndアルバム「K.E.Y」をリリース。ソロでベースの弾き語りをスタート。弟分のNa.（エヌエー）と共に「兄弟仁義ツアー」を開始。
2017年 時空美月（Vo&Gt 美月、Key&Cho JIQOO）と共に時空美月×架空新月にベーシストとして参加。
2019年 元米米CLUBのギタリスト・博多めぐみの音楽ユニット「Flowes of Evil」にベーシストとして参加。
2022年、THE STREET BEATSの全国ツアーに復帰。2023年に再加入。

## 人物・エピソード
BARBEE BOYS時代から雑誌の取材等でベーシストの地位向上に繋がる構想を話している。
『夜のヒットスタジオ』出演時に、古舘伊知郎から「深海魚の剥製と似ている」と言われたことがある。
大変な動物好きで、飲んで帰っても愛犬（犬種バセンジー）のトトモモルビーの散歩に積極的。
東京都世田谷区にある廃校を再利用したIID世田谷ものづくり学校は、エンリケが卒業した旧池尻中学校の校舎に開設されており、ここで2009年1月31日にBICYCLEの20周年記念ライブを行った。
KISSマニアである。妻・佐和子のブログにも「夫がKISSというバンドのDVDを夜な夜な毎日飽きもせず見ているのですが」と書かれている。
忌野清志郎と親交があり、BARBEE BOYS楽曲「chibi」や自身作曲の「ト・キ・メ・キ」は清志郎から借りたベースで演奏した。またBICYCLEのデビュー曲「牛肉・オレンジ」も清志郎から提供されている。ちなみに盗難事件でも有名になった清志郎の愛用自転車の名前はオレンジ号である。

## ディスコグラフィー

### 「ENRIQUE」名義作品
アルバム
- 2004年9月1日 『KEEP ON ROCKIN'』（YOUNG RECORDS）[2]
- 2006年10月4日『THE THIRD QUARTER』（YOUNG RECORDS）[3]